# Remscheider Straße 43

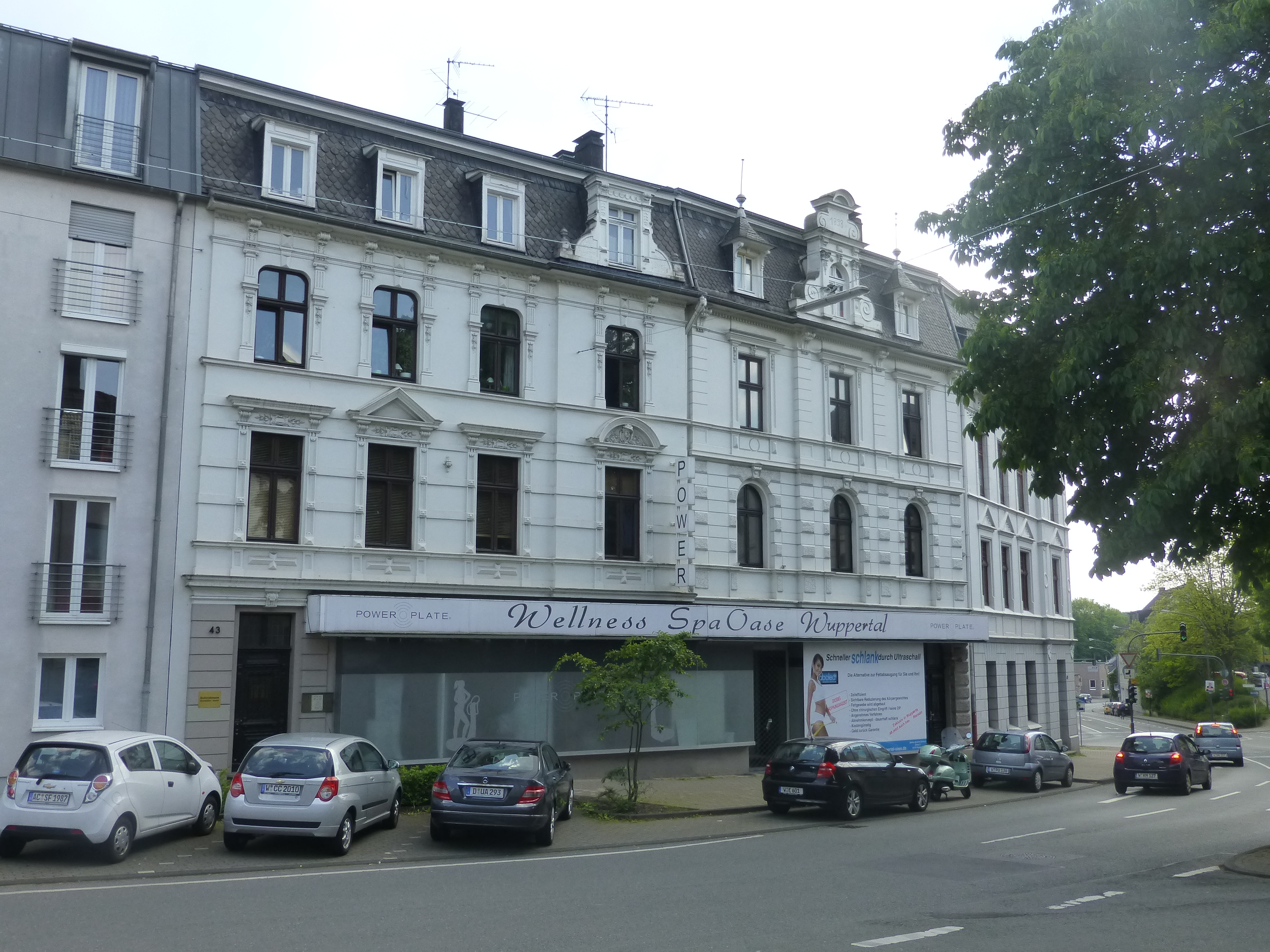
Wuppertal, Remscheider Straße 43, 2014

Das Wohn- und Geschäftshaus Remscheider Straße 43 ist ein heute denkmalgeschütztes Gebäude in der bergischen Großstadt Wuppertal in Nordrhein-Westfalen.

## Lage und Historie
Das Haus steht an der östlichen Seite der Remscheider Straße im Ortsteil bzw. Stadtbezirk Ronsdorf (Stadtquartier Ronsdorf-Mitte/Nord). Das Gebäude bildet eine optische Einheit mit den etwa gleichzeitig und im selben Stil erbauten, südlich angrenzenden Häusern Remscheider Straße 45 und 47. Das ehemals unmittelbar nördlich angrenzende Baudenkmal Remscheider Straße 41 war ein Schieferhaus, das aufgrund lang anhaltender Instandhaltungsvernachlässigung baufällig wurde und nicht mehr erhalten werden konnte. Es wurde daher bereits etwa 2002 aus der Denkmalliste gestrichen, in der Folgezeit gänzlich abgerissen und durch einen Neubau ersetzt. Nur wenige Meter weiter nördlich stehen die Baudenkmale Remscheider Straße 33 und 35. An der gegenüberliegenden Straßenseite sind die Häuser Remscheider Straße 30 und 46 sowie die ehemalige Preußische Bandwirkerschule (Remscheider Straße 50) und der nahegelegene Steigerturm Ronsdorf ebenfalls denkmalgeschützt. 
Das Haus wurde, wie die Nachbargebäude, im ausgehenden 19. Jahrhundert errichtet.

## Beschreibung und heutige Nutzung

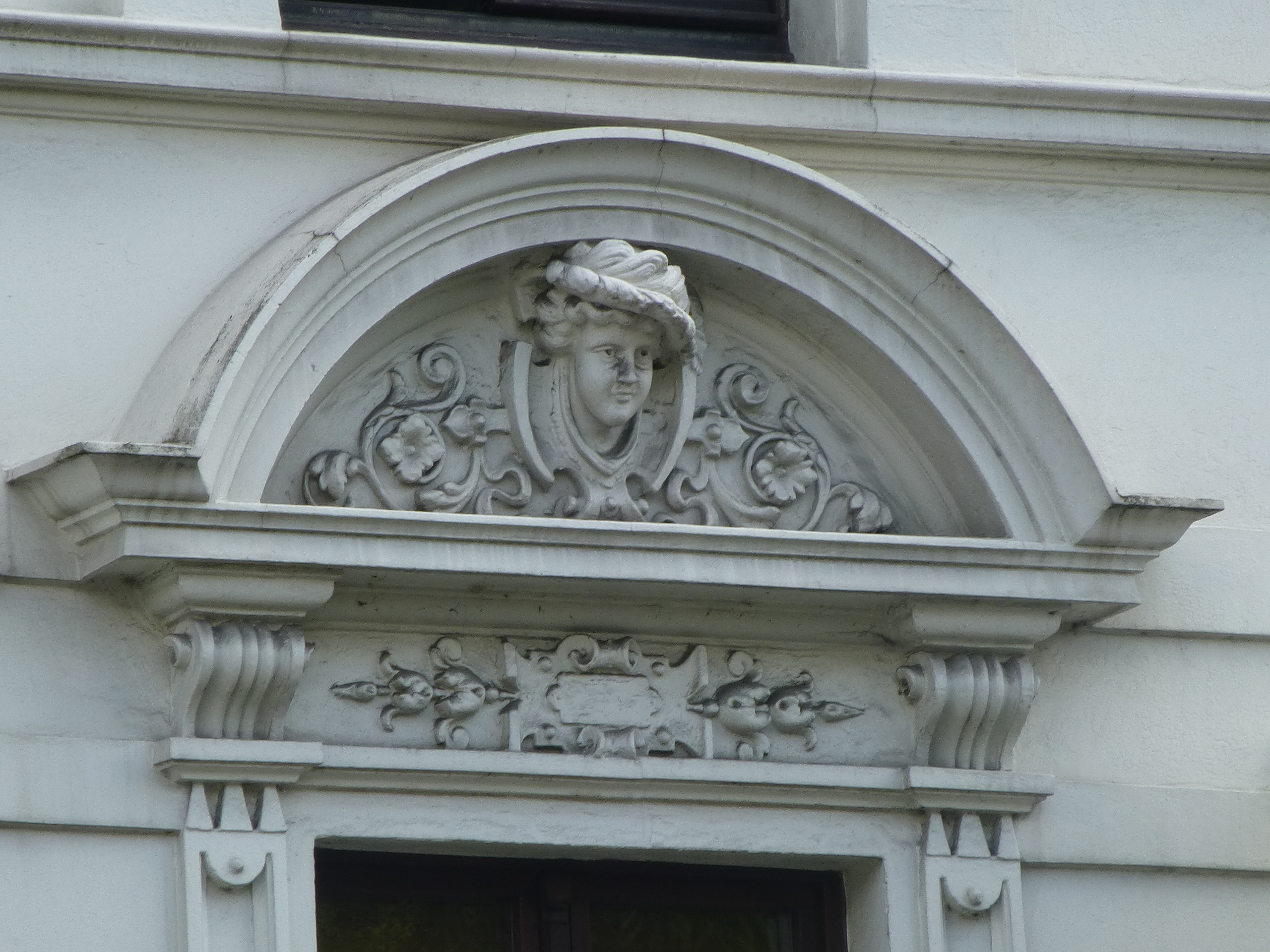
Wuppertal, Remscheider Straße 43, Zierfries über einem Fenster, 2014

Das aus Stein errichtete vierachsige Gebäude besitzt drei Vollgeschosse und ein verschiefertes Mansarddach mit Dachgauben. Die gegliederte und verputzte Fassade an der Straßenfront ist weiß gestrichen und besitzt historisierende Stilornamente wie Fensterfriese und ein Traufgesims unter dem Mansarddach. Der südliche und direkt an das Nachbargebäude 45 angrenzende Teil des Hauses besteht aus einem (aus der Fassadenfläche etwas herausragenden) Endrisalit, der in der  Mansardetage von einem Ziergiebel überragt wird. Die zur Straße Am Stadtbahnhof hin ausgerichtete Rückseite des Hauses besitzt einen Anbau und ist bis auf die Kelleretage komplett verschiefert.
Im Erdgeschoss des sich in privatem Besitz befindlichen Hauses gibt es ein Ladenlokal, dessen Geschäftsräume sich auch auf die Parterreräume des Nachbarhauses 45 erstrecken. Ursprünglich vom Einzelhandel genutzt befindet sich heute hier der Verlag AKRES Publishing mit angegliederter Bürogemeinschaft (Coworking). Darin sind verschiedene Dienstleister und Angehörige der Freien Berufe tätig. Die oberen Etagen werden als Wohnungen genutzt.

## Denkmalschutz
Das gesamte Gebäude wurde am 7. März 1988 unter der Nummer 1307 in die Denkmalliste der Stadt Wuppertal eingetragen.